# 1968 في كندا
فيما يلي قوائم الأحداث التي وقعت خلال عام 1968 في كندا.

## سياسة

### تعيين في المنصب
- 18 يناير – جان كريتيان وزير الدخل القومي [الإنجليزية]‏،Minister of Crown–Indigenous Relations [الإنجليزية]‏.
- 11 مارس – بيير ترودو رئيس مجلس الملكة الخاص بكندا [الإنجليزية]‏،رئيس وزراء كندا.

### انتهاء فترة المنصب
- 20 أبريل – ليستر بولز بيرسون رئيس وزراء كندا،عضو مجلس العموم الكندي.
- 1 مايو – بيير ترودو رئيس مجلس الملكة الخاص بكندا [الإنجليزية]‏،وزير العدل [الإنجليزية]‏.
- 5 يوليو – جان كريتيان وزير الدخل القومي [الإنجليزية]‏.

## رياضة
- 22 سبتمبر – جائزة كندا الكبرى 1968 الفائز ديني هولم.

## مواليد

### يناير
- 19 يناير – مات هيل
- 28 يناير – سارة مكلاكلان
- 28 يناير – مارني ماك بين مُجدّفة كندية.

### مارس
- 29 مارس – فيليب فالاردو
- 30 مارس – سيلين ديون أروع مغنية كندية.

### مايو
- 26 مايو – ميغيل دوهاميل متسابق دراجات نارية كندي.

### يونيو
- 23 يونيو – ليزلي باربر ملحنة كنديّة.

### يوليو
- 5 يوليو – ناردوار المنديل البشري
- 23 يوليو – شون ليفي

### أغسطس
- 2 أغسطس – كريستيا فريلاند
- 13 أغسطس – تال باتشمان

### سبتمبر
- 24 سبتمبر – مارتن بيتي ممثل كندي.

### أكتوبر
- 14 أكتوبر – روبرت س. كوبر كاتب سيناريو كندي.

### نوفمبر
- 8 نوفمبر – كيث جونز
- 25 نوفمبر – جيل هينيسي ممثلة كندية.